# Norfolk Coast
Norfolk Coast è il quindicesimo album dei The Stranglers, pubblicato il 16 febbraio 2004, il primo in sei anni.

## Il disco
Oltre ad essere il primo album da Coup de Grace, è anche il primo con il nuovo chitarrista Baz Warne, che ha scritto molte delle canzoni del disco, inclusa Dutch Moon. Inoltre per la prima volta da oltre un decennio un singolo della band, Big Thing Coming, entrò nella top 40 (# 31 nel febbraio 2004).
Norfolk Coast è anche il nome di un cortometraggio con Jean Jacques Burnel, disponibile nel DVD On Screen On Stage.

## Tracce
1. Norfolk Coast
2. Big Thing Coming
3. Long Black Veil
4. I've Been Wild
5. Dutch Moon
6. Lost Control
7. Into the Fire
8. Tuckers Grave
9. I Don't Agree
10. Sanfte Kuss
11. Mine All Mine

## Formazione
- Paul Roberts - voce
- Wez Barne - chitarra
- J.J. Burnel - basso, voce d'accompagnamento
- Jet Black - batteria
- Dave Greenfield - tastiere, voce d'accompagnamento